# 嘘なんてひとつもないの
『嘘なんてひとつもないの』（うそなんてひとつもないの）は、NHK BSプレミアムの「プレミアムよるドラマ」枠で2017年3月7日から3月28日まで放送された日本のテレビドラマ。全4話。主演は須賀健太。
対人恐怖症で7年間部屋にひきこもったままの主人公が、仕掛けられるドッキリの数々に翻弄されながらも社会復帰のため愛する女性のため、さまざまな試練を乗り越え人として成長していく様を描く。

## あらすじ
山崎真は高校2年生の時、友人に手ひどく裏切られて以来、人に嘘をつかれる事を極度に恐れるようになり、7年間自室にひきこもっている。唯一友達と呼べるのは、ネット上で知り合いボイスチャットで会話するコツカだけ。だが、パイロットになりたいという夢だけは持ち続けており、今年が航空大学を受験できる年齢制限の最後のチャンスなのでどうにかしなければと思っている。
ある日、ひょんなことから見つけたブログの持ち主・真琴にメッセージを送り、何回かやりとりをするうちに真琴もひきこもりであることがわかる。「どうやったら外に出られるようになるのか」と相談を受けるが、職業はパイロットだと嘘をついてしまっていたので、自分もひきこもりだとは今さら言えない。苦し紛れに、「近所のコンビニに、飲んだことのない飲み物を買いに行ってみたら？」などと適当なミッションを出し続けるうち、真琴はひきこもりから脱し、バイトを始め、そのバイト先の先輩から告白までされてしまう。「どうしたらいい？」と聞かれ真は複雑な感情を抱くが最終的には「飛び立て」と答え、自らも「混雑した駅前の売店でスポーツ新聞を買ってくる」というミッションに挑戦しクリアする。
少しだけ自分に自信を取り戻して家に帰ると、いきなり「世直しドッキリ」というプラカードを持った男が現れる。今までの事は全て嘘だったのだと知らされた真はショックを受け苦しむが、少し落ち着いてきた頃には、何か腑に落ちないものを感じる。ドッキリなら当然あるはずの隠しカメラが一切ないからだ。恐る恐る真琴に確認のメッセージを送ってみると、「私を疑うのか」と逆に怒らせる羽目に。なんとか会う約束をとりつけて、そこで真はパイロットというのは嘘で、実はコミュ障なのだと告白する。それ以降、たびたび一緒に出かけるようになり、次第に打ち解けてうまく会話ができるようになっていく。そんなところに、再び「世直しドッキリ」が現れる。
確かにドッキリのおかげでコミュ障は改善されつつあるが、また騙されていたことに傷つき落ち込む。気持ちを切り替えて航空大学の入試にむけて準備を始めた矢先、偶然真琴と再会し、借金があってお金が必要だったので仕方なくドッキリの仕事を引き受けていた、という話を聞かされ心が揺らぐ。毎月50万返済しなければいけないという真琴のために、真はバイトを始める。コツカには「どうせまたドッキリだ」と言われるが、もし本当だったら彼女を放ってはおけないと思ったのだ。無事50万を貯め真琴に手渡すと、また「世直しドッキリ」が現れる。真琴が借金で苦しんでいないという事実に真は胸を撫で下ろす。いくら真琴に嘘をつかれても「信じたい」という気持ちが消えない。好きだからだ、と告白するが真琴には「キモい」と拒否される。
傷心のまま家に戻った真はふとしたきっかけで、コツカの正体はカツコ、つまり母の香津子なのではと疑いを持つ。香津子に詰め寄ると「あなたが幸せになるためなら母さんなんでもやる」と開き直られる。言い争いになり家を飛び出した真が夜になり家に戻ってみるとそこに母の姿はなく、いつの間にか他人の家になっていた。またドッキリかと思ったものの、取り押さえられ警察を呼ぶと言われ、慌てて逃げ出す。
電話も繋がらず、店ももぬけの殻でなす術もなく試験の日を迎える。試験会場に着くと警察から「真琴を不法侵入で捕まえた」と連絡が入ったため、真は試験を放り出し警察に向かう。真琴の家もいつの間にか他人のものになっていて帰る場所がなくなっていたという。2人で家を探しルームシェアすることになり、真は旅行会社で働き始める。他愛もない日常に幸せを感じているが、パイロットの夢が絶たれた事に悔しさもある。そんなある日、コツカと名乗る男が職場に現れる。そして「ドッキリはまだ続いている」と告げドッキリの台本を真に見せる。そこには今までの真琴との出来事がすべて記されていた。警察に呼び出され、試験を放棄したのもドッキリの計画だった。依頼人である香津子が、息子をパイロットなどというリスクのある仕事に就けたくなかったからだとコツカは言う。最新の台本にはさらに次の給料日でネタバラシがあると書かれている。コツカは「アメリカに行ってパイロットになれ、バカ親と嘘つき女にリベンジしてやろうぜ」と言い、真に当座の資金とアメリカ行きの航空チケットを渡す。「これもまたドッキリなのでは」と疑う真に、コツカは「大事なのはお前がパイロットになりたいかどうかだ」という。そして、真は決断する。

## キャスト
- 山崎真 - 須賀健太
- 山崎真琴 - 石井杏奈
- 山崎香津子 - 戸田菜穂
- 戸田昌宏
- 山中崇

## スタッフ
- 原案 - 篠原誠
- 脚本 - 藤本匡太、篠原誠
- 音楽 - 王舟
- 主題歌 - OKAMOTO'S『時差』[2]
- 制作統括 - 篠原圭、陸田元一、小澤祐治
- 撮影 - 國井重人
- 編集 - 平井健一
- CG制作 - 矢内宏
- 航空ことば指導 - 橋本徹
- 制作 - NHKエンタープライズ
- 制作・著作 - NHK、ギークピクチュアズ
- 演出 - 萩原健太郎

## 放送日程
| 話数  | 放送日  | サブタイトル     |
| ----- | ------- | ---------------- |
| 第1話 | 3月07日 | 狭すぎる空       |
| 第2話 | 3月14日 | 透明に見える空   |
| 第3話 | 3月21日 | 雲ひとつない空   |
| 第4話 | 3月28日 | 見たこともない空 |

## 受賞歴
- 第33回ATP賞テレビグランプリ（最終回「見たこともない空」）
  - ドラマ部門 奨励賞[3]

## 関連商品

### DVD
- 嘘なんてひとつもないの（2017年9月22日、NHKエンタープライズ、品番：22643AA）[4]